# William Hopkins
William Hopkins (Kingston-on-Soar, Nottinghamshire, 21 de fevereiro de 1793 — Cambridge, 13 de outubro de 1866) foi um matemático e geólogo britânico.
Foi laureado com a medalha Wollaston de 1850, concedida pela Sociedade Geológica de Londres.